# مارك لوري (لاعب كرة قدم)
مارك لوري (بالإنجليزية: Mark Lowry)‏ هو مدرب كرة قدم ولاعب كرة قدم بريطاني، ولد في 11 أغسطس 1985 في سوليهل في المملكة المتحدة. لعب مع Halesowen Town F.C. ‏.